# Знак «Бойцу ОКДВА»
Знак «Бойцу ОКДВА» — нагрудный знак отличия для награждения отличившихся бойцов и командиров Красной армии.
Был учреждён центральным советом Осоавиахима в 1929 году для награждения участников конфликта на Китайско-Восточной железной дороге.
Знак вручался отличившимся воинам Особой Краснознамённой Дальневосточной армии (ОКДВА) и Краснознамённой пограничной охраны ОГПУ Дальневосточного края (КПОДВК) в вооружённом конфликте летом 1929 года на КВЖД.

## Описание
Нагрудный знак изготавливался из латуни методом штамповки. Для крепления на форму одежды предусмотрен резьбовой штифт и гайка.